# باشگاه فوتبال سنت اوستل
باشگاه فوتبال سنت اوستل (به انگلیسی: Association Football Club St. Austell) یک باشگاه فوتبال در شهر سنت اوستل، کشور انگلستان است که در سال ۱۸۹۰ میلادی تأسیس شده‌است.